# 아이소발레릴-CoA
아이소발레릴-CoA(영어: isovaleryl-CoA) 또는 아이소발레릴 조효소 A(영어: isovaleryl coenzyme A)는 가지사슬 아미노산의 대사 경로에서의 대사 중간생성물이다.

## 류신의 대사 경로
|  |

## 같이 보기
- 아이소발레릴-CoA 탈수소효소